# Wilhelm Hallwachs
Wilhelm Ludwig Franz Hallwachs, född 9 juli 1859 i Darmstadt, död 20 juli 1922 i Dresden, var en tysk fysiker.
Hallwachs var 1884–93 privatdocent och assistent i fysik vid olika tyska universitt och blev 1893 professor vid tekniska högskolan i Dresden. Han är känd för sina noggranna undersökningar över kvadrantelektrometern (1886) och som upptäckare av den fotoelektriska effekten, efter honom ibland kallad Hallwachs-effekten (1888). Bland Hallwachs arbeten märks Die Lichtelekritizistät (1914). Hallwachs utgav 1911–12 Friedrich Kohlrauschs samlade verk.